# Ø-kuller
Ø-kuller er en tegneserie tegnet og skrevet af den danske tegner Rasmus Julius, og den er nået over 400 striber siden den første blev lavet den 13. marts 2006. Ø-kuller udkommer også på norsk (under navnet Robinson i seriemagasinet Dilbert) og på svensk og udover i basserne kommer tegneserien også dagligt i Midtjyllands Avis, Frederiksborg Amts Avis, Bornholms Tidende og Fyens Stiftstidende.Serien handler om en ø-bo uden navn, der bor på en lille ø med en palme på, og som kommer ud for forskellige oplevelser. Serien er i samme stil som Ferd'nand.

## Fredagsstriben
Hver fredag udsender Rasmus Julius en fredagsstribe nyhedsmail, hvor der vises 2 spritnye striber af hans serier Ø-kuller og På Dybt Vand. 

## Udgivelser
- "Ø-kuller", 2010 (Wisby & Wilkens).
- "Ø-kuller 2", 2011 (Wisby & Wilkens).
- "Ø-kuller 3", 2013 (Wisby & Wilkens)

## Links
- Seriens officielle side
- Seriens facebookside